# James Heckman
James Joseph Heckman (Chicago, 19 de Abril de 1944) é um economista estadunidense. Em 2000, Heckman dividiu o Prêmio Nobel de Ciências Econômicas com Daniel McFadden, por seu trabalho pioneiro em econometria e microeconomia.

## Vida
Nascido em Chicago, Illinois, EUA, Heckman licenciou-se em Matemática no Colorado College, passando por Princeton University, onde se doutorou em Economia em 1971. Enquanto estudante trabalhou em 1967 no Council of Economic Advisers do presidente americano. Doutorado, passou para a Universidade de Chicago, onde fez toda a sua carreira. Isto não o impediu de colaborar esporadicamente na University of Yale, de Columbia, em Nova Iorque, no National Bureau of Economic Research nem de ser consultor da RAND Corporation. Em 1983 recebeu a medalha John Bates Clark da American Economics Association para o melhor economista com menos de 40 anos. Foi um dos que assinaram uma petição para que o governo americano não socorresse os bancos em 2008.

## Pesquisa
Heckman é conhecido por suas contribuições ao viés de seleção e à análise de auto seleção, especialmente a correção de Heckman, que lhe rendeu o Prêmio Nobel de Economia. Ele também é conhecido por sua pesquisa empírica em economia do trabalho, particularmente no que diz respeito à eficácia dos programas de educação infantil.
Seu trabalho tem sido dedicado ao desenvolvimento de uma base científica para avaliação de políticas econômicas, com ênfase especial em modelos de indivíduos e grupos desagregados, e os problemas e possibilidades criados pela heterogeneidade, diversidade e estados contrafactuais não observados. Ele desenvolveu um conjunto de novas ferramentas econométricas que abordam essas questões. Sua pesquisa deu aos formuladores de políticas importantes novos insights em áreas como educação, treinamento profissional, a importância de contabilizar o equilíbrio geral na análise dos mercados de trabalho, leis antidiscriminação e direitos civis. Ele demonstrou um forte efeito causal da Lei dos Direitos Civis de 1964 na promoção do progresso econômico. Ele demonstrou recentemente que a taxa de abandono do ensino médio está aumentando nos EUA. Ele estudou os benefícios econômicos da seleção no mercado de trabalho, a ineficácia dos programas ativos do mercado de trabalho e os retornos econômicos da educação.
Sua pesquisa recente se concentra em desigualdade, desenvolvimento humano e formação de habilidades no ciclo de vida, com ênfase especial na economia da educação infantil. Atualmente, ele está conduzindo novos experimentos sociais sobre intervenções na primeira infância e reanalisando experimentos antigos. Ele também estuda o surgimento da subclasse nos Estados Unidos e na Europa Ocidental. Por exemplo, ele mostrou que um QI alto só melhorou as chances de sucesso financeiro de um indivíduo em 1 ou 2%. Em vez disso, "consciência" ou "diligência, perseverança e autodisciplina" são o que levou ao sucesso financeiro.

## Correção de Heckman
A correção de Heckman é uma técnica estatística para corrigir o viés de amostras selecionadas não aleatoriamente ou variáveis dependentes acidentalmente truncadas, um problema generalizado nas ciências sociais quantitativas ao usar dados observacionais. Conceitualmente, isso é conseguido modelando explicitamente a probabilidade de amostragem individual de cada observação (a chamada equação de seleção) juntamente com a expectativa condicional da variável dependente (a chamada equação de resultado). A função de verossimilhança resultante é matematicamente semelhante ao modelo tobit para variáveis dependentes censuradas, uma conexão feita pela primeira vez por James Heckman em 1974. Heckman também desenvolveu uma abordagem de função de controle de duas etapas para estimar este modelo, que evita o ônus computacional de ter que estimar ambas as equações em conjunto, embora à custa da ineficiência. Heckman recebeu Prêmio de Ciências Econômicas em Memória de Alfred Nobel de 2000, por seu trabalho neste campo.

## Obras selecionadas
Heckman publicou mais de 300 artigos e vários livros.
- "The Estimation of Income and Substitution Effects in a Model of Family Labor Supply", Econometrica, 73-86, 1974 (com O. Ashenfelter)
- "The Common Structure of Statistical Models of Truncation, Sample Selection and Limited Dependent Variables and a Simple Estimator for Such Models". Annals of Economic and Social Measurement 5, 475-492, 1976
- "Sample Selection Bias as a Specification Error", Econometrica 47, 153-161, 1979
- "A Method of Minimizing the Impact of Distributional Assumptions for Duation Data", Econometrica 52, 271-320, 1984 (com B. Singer)